# Домбровський Теофіл Матвійович
Теофіл Матвійович Домбро́вський (нар. ? — пом. до 1861) — український актор XIX століття.

## Біографія
Впродовж 1840—1843 років грав у трупі Людвіга Млотковського в Харкові, у 1843—1845 роках в Орлі. У 1846 і 1847 роках виступав в українських ролях в Александринському театрі в Санкт-Петербурзі та в 1851—1853 роках у Малому театрі в Москві. В 1853
році організував власну трупу, яка виступала в Чернігові, Курську та інших містах.

## Ролі
- Виборний, Финтик і Чупрун («Наталка Полтавка», «Москаль-чарівник» Івана Котляревського);
- Шельменко, Прокіп Шкурат, Потап Левурда, Микола («Шельменко-денщик», «Сватання на Гончарівці», «Бой-жінка», «Щира любов» Григорія Квітки-Основ'яненка);
- Філька («Комедія з дядечком» Петра Григор'єва);
- Дядечко («Ні той, ні інший» Євдокії Ростопчиної).